# J.Th. Perquin en Zonen
De firma J.Th. Perquin en Zonen was een brandstoffenhandel gevestigd in Den Haag en Leiden. De vennootschap werd opgericht in 1895 en hield op te bestaan in 1958.

## Geschiedenis
Johannes Theodorus Perquin begon in 1852 een brandstoffenhandel in Den Haag. Later breidde hij dit uit met een vestiging in Leiden. Na zijn overlijden in 1893 zetten zijn zonen het bedrijf voort als vennootschap onder de naam J.Th. Perquin en Zonen. De oprichtingsakte werd getekend op 16 januari 1895.
Na een tijdje gingen de broers weer uit elkaar. De vestiging in Leiden kwam in handen van Johannes Leonardus Christianus Perquin.
In de jaren 1950 kwamen er steeds meer oliekachels en stapten veel Leidenaars over op het gebruik van aardolie in plaats van kolen. Sommige kolenhandelaren stapten over op de verkoop van olie, terwijl anderen hun bedrijf moesten stoppen. Ook voor firma J.Th. Perquin en Zonen brak een onzekere periode aan, want de vraag naar kolen daalde flink. Petrus Perquin, de vierde generatie in het familiebedrijf, besloot over te stappen van kolen naar het leveren van olie aan particulieren. Maar ook dat hield niet lang stand, want met de komst van aardgas verdween de vraag naar olie snel.
Toen in steeds meer huizen centrale verwarming werd aangelegd, nam het belang van kolen nog verder af. In 1958 besloot Hermanus Theodorus Perquin, die inmiddels de eigenaar was in Leiden, te stoppen met de kolenhandel.

### Gevelsteen
Toen aan de Levendaal 6 in Leiden een gevel werd opgeknapt en het stucwerk werd verwijderd, werd een gevelsteen ontdekt met de tekst Firma: J.Th. Perquin en Zonen in Brandstoffen. Kantoor: Heerengracht no. 52. Aan de Levendaal heeft de brandstoffenhandel in het verleden haar kolenopslag gehad. De steen was sterk verweerd en gescheurd. In het voorjaar van 2015 is de gevelsteen van het naambord van de brandstoffenhandel opgeknapt. Op 29 augustus 2015 werd de gevelsteen onthuld.